# (6369) 1983 UC
(6369) 1983 UC (1983 UC, 1969 UT1, 1990 TC8) — астероїд головного поясу.
Тіссеранів параметр щодо Юпітера — 3,575.

## Супутник
У 2013 році було виявлено, що він має супутник. Станом на липень 2023 рік позначення не отримав.